# Giovanni Domenico Lucchesi
Giovanni Domenico Lucchesi, O. Carm. (18. května 1652 Pescaglia – 18. března 1714 Viterbo) byl italský římskokatolický duchovní a karmelitán.

## Život
Narodil se 18. května 1652 v Pescaglii v provincii Lucca do rolnické rodiny jako syn Paolina a Giovanny. Roku 1660 přijal svátost biřmování z rukou kardinála Girolama Bonvisiho.
Vstoupil do noviciátu karmelitánů v Selve poblíž Florencie. Dne 6. března 1671 složil řeholní sliby a po studiu teologie byl 30. května 1676 vysvěcen na kněze. Následně byl představenými poslán do kláštera svatého Jana Křtitele ve Viterbu. V klášteře vykonával různé poslušenství, jako např. sakristán, novicmistr či podpřevor.
Vykonával službu zpovědníka v několika klášterech v okolí. Byl velkým ctitelem Nejsvětější svátosti. Podle dobových svědectví byl pokorným řeholníkem, který byl vždy připraven sloužit chudým a nemocným. Mezi jeho duchovní děti patřil místní biskup Andrea Santacroce.
Zemřel 18. března 1714. Pohřben byl v klášteře a roku 1908 bylo tělo přeneseno do kostela Santa Maria in Traspontina v Římě.

## Proces svatořečení
Proces byl zahájen 6. března 1734 v diecézi Viterbo.